# Blue's Clues
Blue's Clues is een kinderprogramma dat op 8 september 1996 voor het eerst uitgezonden werd. Het programma helpt kleuters te leren tellen, lezen, schrijven en praten. Een acteur zoekt aanwijzingen om uit te vinden wat het blauwe hondje Blue wil in een omgeving van getekende meubels en voorwerpen. Blue's Clues is een van de succesvolste kleuterprogramma's van deze tijd.
In 2020 zijn er nieuwe afleveringen gemaakt onder de naam Blue’s Clues and you.

## Ontwerp
In de zomer van 1994 kwamen de ontwikkelaars van het programma tot samenwerking met Nickelodeon Studio's in Amerika. Het idee besloeg oorspronkelijk een blauwe kat en de titel Blue's Prints. Het werd een hond, omdat er al een kleutershow met een kat bestond.

## Uiterlijk van een aflevering
Elke aflevering heeft ongeveer dezelfde structuur. Steve (later Joe en Josh in de remake), de presentator, probeert een puzzel op te lossen. Meestal gaat het om een behoefte van Blue, de hond. Omdat Blue niet kan praten, laat zij 3 sporen achter, de 'clues'. Met die clues moet Steve erachter komen wat Blue wil, bijvoorbeeld als de clues een beker, een rietje en een koe zijn wil Blue melk drinken. Dit wordt gecombineerd met spelletjes die leerzaam zijn voor peuters en kleuters. Steve komt uiteindelijk tot de uitkomst van wat Blue graag wil. Meestal gaat het om zoiets als een koekje, of wil ze iets doen.